# Ngawi (cidade)
Ngawi (indonésio: Kecamatan Ngawi) é um distrito de Regência Ngawi, Província de Java Oriental, Indonésia. Este subdistrito também é a capital da Regência de Ngawi que também é o centro econômico e de negócios de toda a regência de Ngawi.
A localização deste subdistrito é estratégica porque está na rota Trans Java que liga as cidades do oeste de Java com as cidades do leste de Java. Este subdistrito faz fronteira com os subdistritos de Kasreman e Pangkur a leste, os subdistritos de Kwadungan e Geneng ao sul, O subdistrito de Paron no oeste e os subdistritos de Pitu e Margomulyo no norte.

## Etimologia

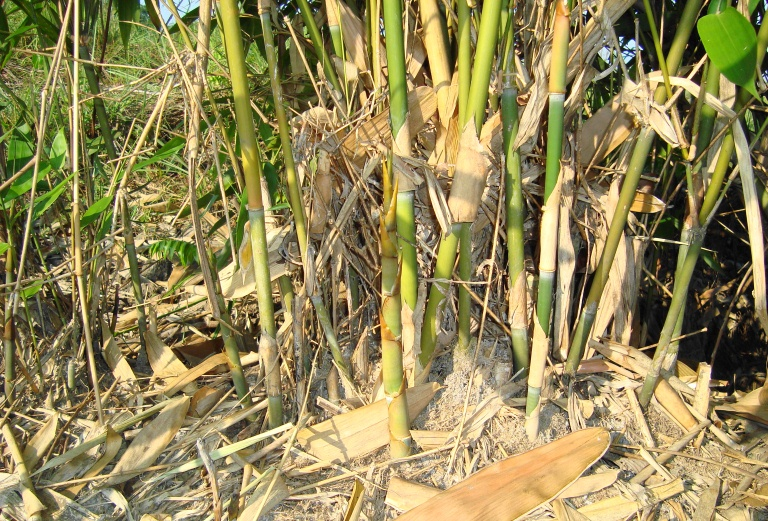
Ngawi é tirado da palavra "awi" que significa árvore de bambu

Ngawi vem da palavra "Awi", que significa árvore de bambu em javanês.A palavra Ngawi recebe o prefixo "Ng" na primeira letra, tornando-se a palavra "Ngawi". Assim como os nomes de outras regiões da Indonésia que usam nomes de plantas.

## Geografia
O distrito de Ngawi está localizado no centro da regência de Ngawi, bem como na área de Ngawi da cidade. Este sub-distrito tem 12 aldeias e 4 enfermaria que estão divididos em 86 ambiente.
Astronomicamente, Ngawi está localizado em posição 7°35' – 7°48' latitude sul e 111°38'–111°50' longitude leste. Geograficamente, Ngawi é ladeado por dois grandes rios, nomeadamente o Bengawan Solo e o Madiun.

### Clima
O clima no distrito de Ngawi é tropical. A temperatura do ar neste distrito varia de 22° a 34° Celsius. A precipitação anual nesta região chega a 154 milímetros.

## Administrativo
O distrito de Ngawi tem um total de 16 regiões, ou seja, 12 aldeias e 4 enfermaria que é dividido em 86 ambiente. A seguir está uma lista de aldeias e enfermaria no sub distrito de Ngawi:

### Nome da Vila
- Banyuurip
- Beran
- Grudo
- Jururejo
- Kandangan
- Karangtengah Prandon
- Karang Asri
- Kartoharjo
- Kerek
- Mangunharjo
- Ngawi
- Watualang

### Nome da Ala
- Karangtengah Cidade
- Ketanggi
- Margomulyo
- Pelem

## Demográficos

### Religião
A religião majoritária no subdistrito de Ngawi é o Islã cujo total de adeptos chega a 97% da população total. Então os Cristãos são 2,9%, os Protestantes são 2,02% e os Católicos são 0,88% da população. Além do islamismo e do cristianismo, o número de adeptos do Budismo chegava a 0,05%, do Hinduísmo a 0,03% e a outros 0,01 da população total.

### Cultura

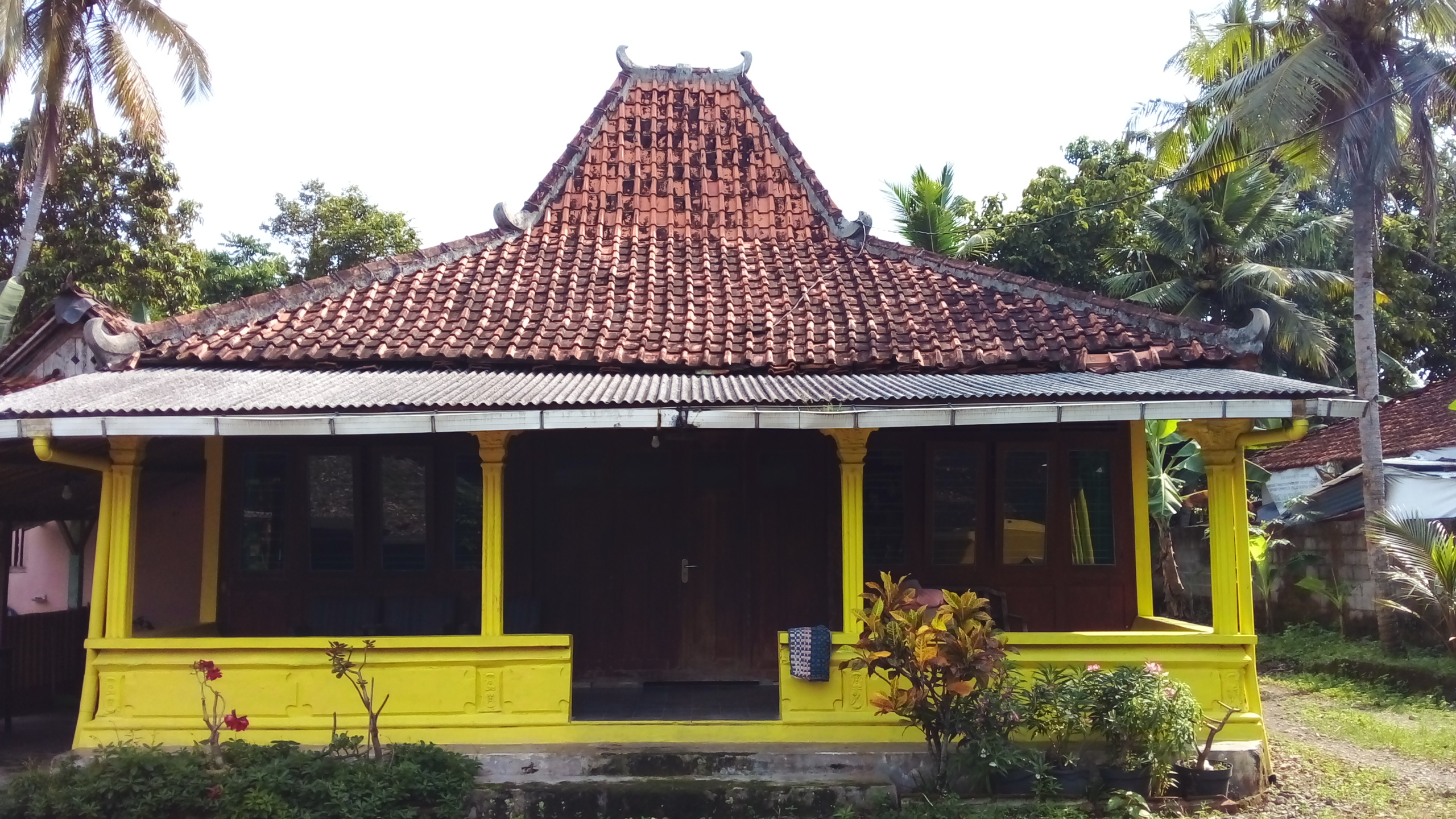
Casa Joglo, casa tradicional Javanesa

A população Ngawi é dominada pelos Javaneses, assim como por sua arte, língua e cultura. Além dos javaneses, também existem outras tribos fora de Java que estão aqui. Outras tribos que habitam esta área incluem os Sudaneses, Osing, Tengger, Balineses, Batak, Dayak, Bugis, Betawi, Minahasa e várias tribos no leste da Indonésia. Pessoas de ascendência estrangeira como Chineses, árabe, Indianos também vivem nesta região.

## Economia
Ngawi tem estabelecimentos comerciais, um dos quais é o Supermercado Luwes. Além dos centros comerciais modernos, também existem mercados tradicionais, um dos quais é o Grande Mercado Ngawi.

## Saúde
Em Ngawi existem hospitais administrados por várias partes, tanto o governo local quanto o setor privado. Hospitais em Regência de Ngawi estão centrados neste sub distrito. Centros Comunitários de Saúde (Puskesmas) Existem dois lugares em Ngawi, viz Centros Comunitários de Saúde Ngawi e Centros Comunitários de Saúde Ngawi Purba. Centros Comunitários de Saúde servo (Pustu) na área da cidade há três deles, autoridade sob o segundo Puskesmas no distrito de Ngawi. Em algum momento também existem várias clínicas de ervas e medicina tradicional para tratamento com ingredientes naturais.

#### Hospital
A seguir está uma lista de hospitais no subdistrito de Ngawi:
- Dr. Soeroto Hospital
- Widodo Hospital
- At-Tin Husada Hospital

## Esporte
Os esportes que estão se desenvolvendo no distrito de Ngawi incluem futebol, basquete, badminton, tênis, vôlei, natação e assim por diante. Ngawi tem um estádio, o Ketonggo Stadium. Ngawi também possui um pavilhão esportivo ou abreviado "GOR", embora esteja localizado fora da área do sub distrito de Ngawi cidade, incluindo a área de Klitik vila, distrito de Geneng. Quase todas as atividades esportivas na área de Ngawi da cidade estão centralizadas no prédio.

#### Clube de Esportes
A seguir está uma lista de clubes esportivos no subdistrito de Ngawi:
- Persinga Ngawi (Futebol americano)
- Ngawi FC (Futebol americano)
- Rizki Abadi (Vôlei)
- PB "Persatuan Bulutangkis" 46 Ngawi (Badminton)
- Intern SC "Swiming Club" (Natação)

## Transporte
Ngawi é passado pela rota Surabaya -Yogyakarta o que também a torna uma cidade de trânsito. Ngawi está localizado nas estradas nacionais 17 e 30.

### Transporte Terrestre
Uma das instalações públicas do subdistrito de Ngawi é Rodoviária de Kertonegoro. Este rodoviária é utilizado como parada permanente dos ônibus intermunicipais que passam pelo subdistrito de Ngawi.

#### Outro transporte público
O transporte na cidade na área do sub distrito de Ngawi é servido por táxis online (Grab Car e Go Car), transporte municipal (transporte da cidade ou angkot operam para atender rotas dentro do sub distrito de Ngawi e seus arredores), moto táxi, moto táxi online Grab e Go Ride, pedicab, moto triciclos ou "bentor", assim como vários serviços de aluguer de viaturas disponíveis no sub-distrito desta cidade como mais uma opção de deslocação por Ngawi.

### Trem

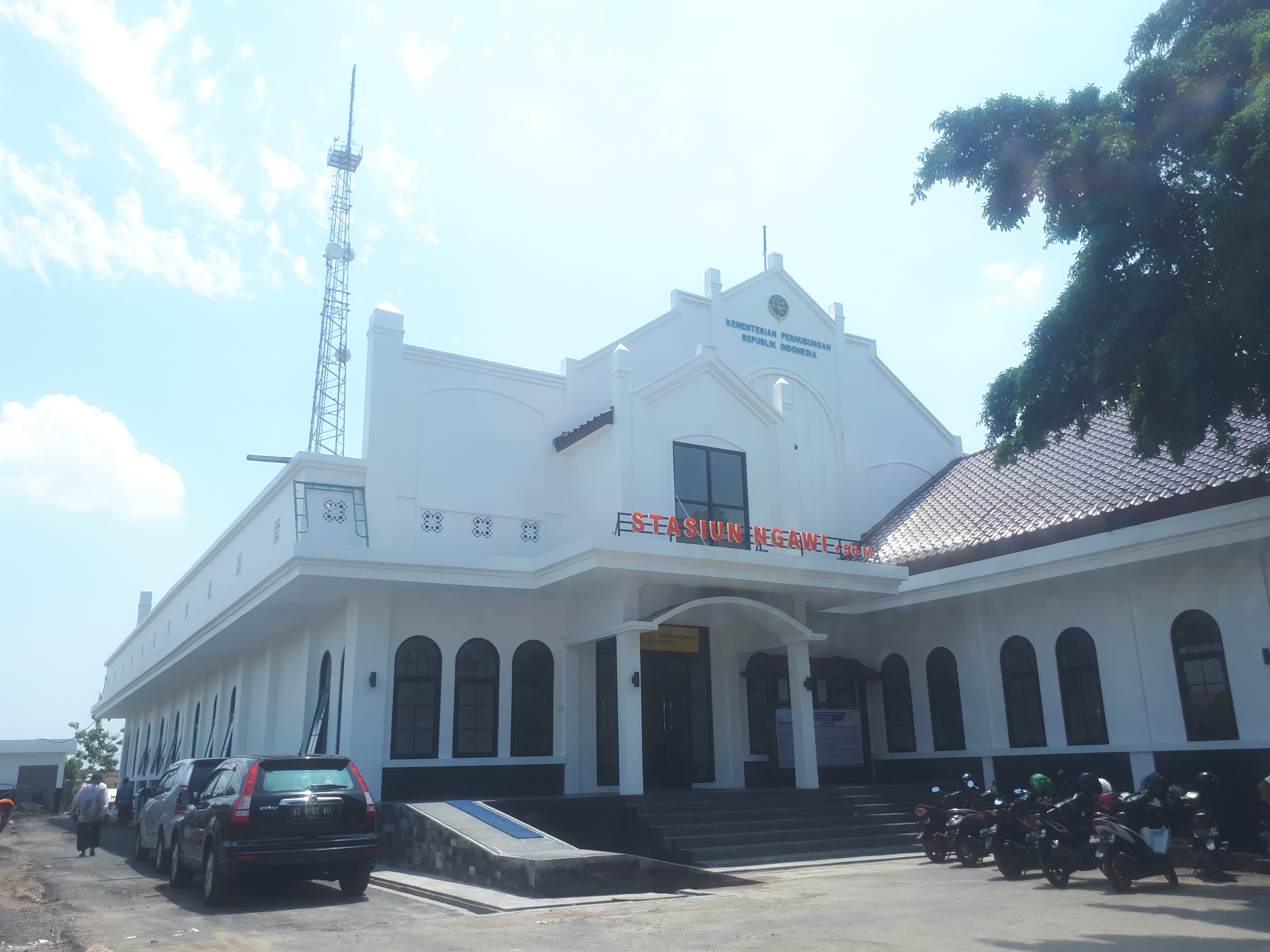
A Estação Ngawi, localizada geográfica e administrativamente no sub distrito de Paron

Embora o distrito de Ngawi não seja atravessado pela ferrovia Surabaia-Yogyakarta-Bandung/Jacarta, mas esta estação é a estação principal do distrito de Ngawi porque muitos passageiros partem ou chegam a este subdistrito. A própria estação de Ngawi não está localizada na cidade de Ngawi, mas a localização do edifício físico é no subdistrito de Paron.
Anteriormente, esta estação era chamada de Estação Paron, porque a condição dos passageiros atendidos aumentou e esta estação tem sido usada como a estação principal na área de Regência de Ngawi que também atende passageiros da área da cidade, esta estação mudou seu nome para Estação Ngawi.